# スペイン領テキサス

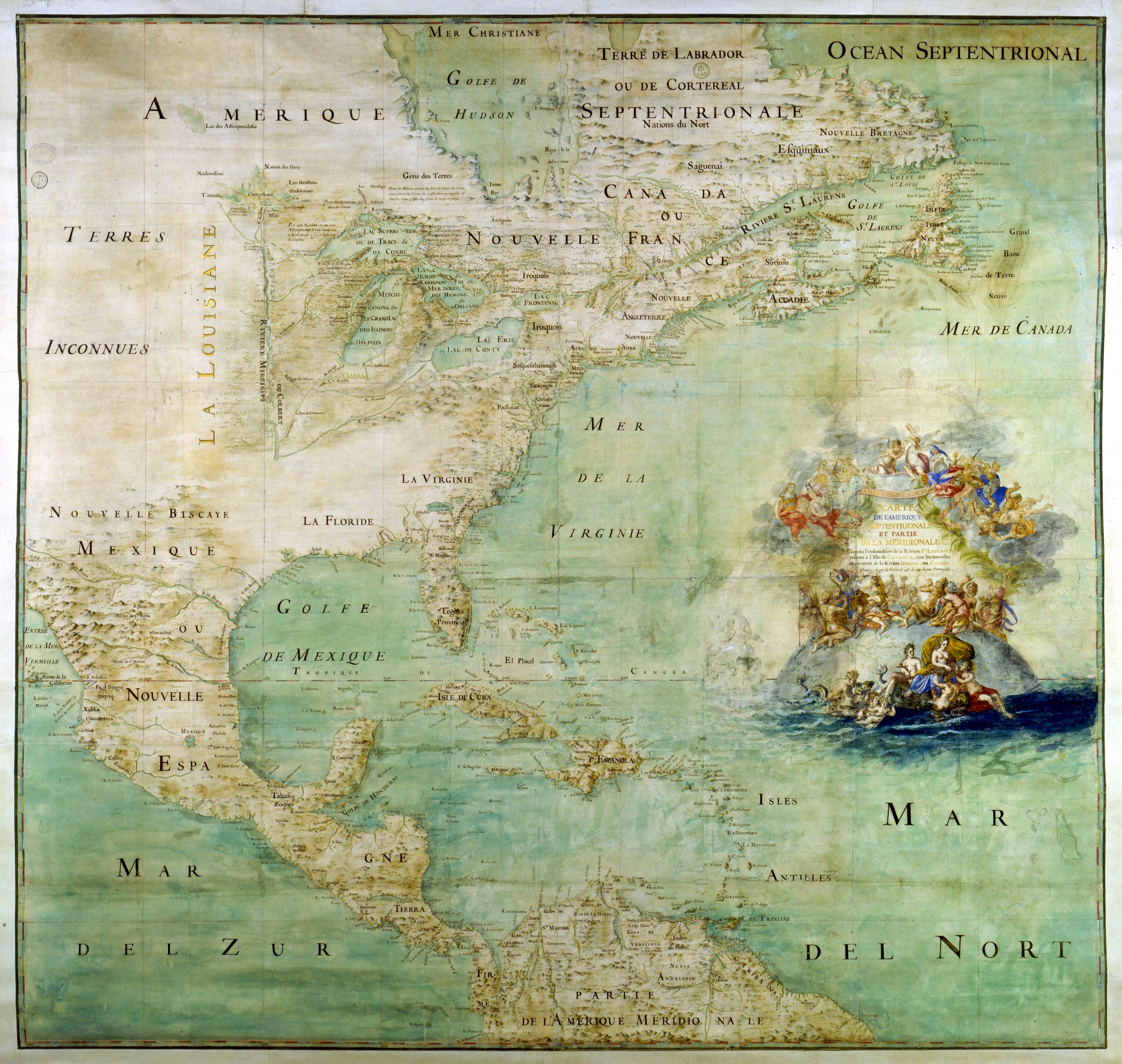
この1681年の北アメリカ地図ではリオ・グランデ川をリオ・ブラボーと表記し、現在のテキサス州となった地域に関してヨーロッパ人の情報が欠けていたことを示している。

スペイン領テキサス（スペインりょうテキサス、英: Spanish Texas）は、1690年から1821年まで存在したヌエバ・エスパーニャの1地方である。名目上スペインが、メディナ川とニュエセス川の北の土地を含み現在のテキサス州の一部である領土の所有権を主張していたが、1689年に失敗したフランス植民地サンルイ砦の残骸を発見するまでこの地域に植民しようとしていなかった。1690年、アロンソ・デ・レオンが数人のカトリックの宣教師を護衛してテキサス東部に至り、テキサスでは最初の伝道所を設立した。インディアンがスペイン人の入ってきたことに抵抗したとき、宣教師達はメキシコに戻り、その後の20年間はテキサスを放棄していた。
スペインは1716年にテキサス東部に戻ってきて、幾つかの伝道所と1つの砦を建設し、スペイン領とフランス領ルイジアナの緩衝地帯を維持しようとした。その2年後に伝道所とそれに最も近いスペイン開拓地との中継点として、サンアントニオに初めての文民による開拓地が設立された。この新しい町は直ぐにリパン・アパッチ族インディアンの襲撃目標になった。この襲撃はほぼ30年間周期的に続いた後、1749年にスペインとアパッチ族が休戦協定を結んだ。この休戦協定はアパッチ族の敵部族を怒らせ、コマンチェ族、トンカワ族およびハシナイ族によるスペイン開拓地への襲撃に繋がった。インディアンからの攻撃と、副王領から遠いことで、開拓者達はテキサスに行くことを躊躇うことになり、ヌエバ・エスパーニャの中でも人口の最も希薄な地域の一つのままだった。インディアンからの攻撃の脅威は1785年まで続き、この年スペインはコマンチェ族と和平合意に達して、スペイン開拓者達にとって問題を与え続けていたリパン・アパッチ族やカランカワ族をその後に破るときにコマンチェ族が役立った。この地域に伝道所の数が増したことで、他の種族を平和的存在に変えることが進み、18世紀が終わるまでにこの地域でキリスト教に改宗していない狩猟採集型部族はほんの少数のみとなった。
フランスは、フランス領ルイジアナをスペインに割譲した1762年に、正式にテキサスに対する領有権主張を放棄した。ルイジアナを獲得したことはテキサスがもはや実質的緩衝地帯ではないことを意味し、テキサスの最東端にあった開拓地は解体されて、住民はサンアントニオに移った。しかし、1799年、スペインはルイジアナをフランスに返還し、その直後にナポレオンがルイジアナをアメリカ合衆国に売却した。アメリカ合衆国大統領トーマス・ジェファーソンは、この買収にはロッキー山脈の東でリオ・グランデ川より北の土地全てを含むと主張した。これに伴う論争は1819年のアダムズ＝オニス条約で、アメリカ合衆国がサビーン川をテキサスの東境界と認める替わりに、スペインがフロリダをアメリカ合衆国に割譲することで解決された。
1810年から1821年のメキシコ独立戦争の間、テキサスは多くの騒擾を経験した。マヌエル・マリア・デ・サルセド知事は1810年の反乱で転覆させられたが、看守を説得して釈放させ、反クーデターの動きを助けさせた。3年後に主にインディアンやアメリカ人によって構成された北部共和国軍が再度テキサス政府を転覆させサルセドを処刑した。スペインの反撃は残酷なものとなり、1820年までにテキサスにいるヒスパニック系市民は2,000人足らずになった。スペインは1821年にヌエバ・エスパーニャの支配を放棄せざるを得なくなり、テキサスは新しく創られた国家、メキシコの1州となり、メキシコ領テキサスと呼ばれる時代になった。
スペインはテキサスに深い足跡を残した。ヨーロッパから連れてきた家畜はメスキートが内陸部まで拡がる原因となり、農夫達が土地を耕し灌漑を施したことで風景は一変した。多くの川、町および郡の名前にスペイン語が使われ、それらは現在でも使われている。スペイン風建築の概念は今でも通用している。テキサスは最終的にイギリス系アメリカ人の法体系を採用したが、家産差し押さえ免除や夫婦共有財産などスペインの法習慣の多くが残っている。

## 位置
スペイン領テキサスはヌエバ・エスパーニャの一部だった。その南側境界はコアウイラ州に接していた。その境はリオ・グランデ川の100マイル (160 km) 東北にあるメディナ川とニュエセス川が作る線に設定された。東側境界はフランス領ルイジアナだった。スペインはレッド川を境界として主張していたが、フランスはその45マイル (72 km) 西のサビーン川を主張した。

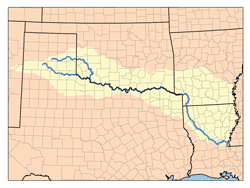
レッド川の流域

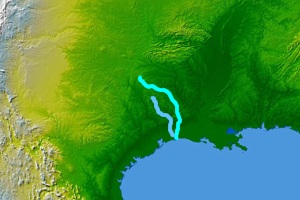
水色がサビーン川、青はネチェズ川

## 当初の植民地化
1519年にアロンソ・アルバレス・デ・ピネダがテキサスの領有権を主張していたが、この地域は17世紀後半まで大半がスペインの手を付けないものになっていた。1685年、フランスがヌエバ・エスパーニャとフロリダの間のどこかに植民地を1つ設立したことをスペインが知った。フランスの植民地はスペインの鉱山や通商路の脅威になると考え、スペイン王カルロス2世の戦略会議は「アメリカの心臓部に突き出てきたこの棘を除去するためにスペインは迅速な行動を取る必要がある。行動が遅れれば遅れるほど、行動の困難さが大きくなる」と推奨した。スペインはどこに行けばラ・サールを見つけられるか分からず、1686年に海からの1隊と陸からの2隊の遠征隊を送り植民地を突き止めようとした。これらの遠征隊はラ・サールを見つけられなかったが、リオ・グランデ川やミシシッピ川の間の地域を隈なく探した。翌年にはさらに4つの遠征隊が出て、ラ・サールを見つけられなかったが、スペインにとってメキシコ湾岸地域の地形を理解するには役立った。1688年、スペインはさらに海から2隊、陸から1隊の遠征隊を派遣した。アロンソ・デ・レオンが指揮した陸の遠征隊がフランス植民地から脱走してテキサス南部でコアウイルテカン族と住んでいたジャン・ゲリーを発見した。デ・レオンはゲリーを通訳と案内人に使って1689年4月に遂にフランスの砦を発見した。砦はカランカワ族によって破壊されていた。デ・レオンの遠征隊はトリニティ川とレッド川の間の地域に住んでいたカド族の代表とも会った。カド族はキリスト教を学ぶことに興味を示した。
デ・レオンはその発見したことの報告書をメキシコシティに送り、「即座に楽観論を生み、宗教的熱心さを速めることに」なった。スペイン政府は、フランス植民地の破壊が「神の『恩恵と助け』の証し」だと確信した。デ・レオンの報告書ではリオ・グランデ川、フリオ川およびグアダルーペ川沿いに砦を建設し。テキサス東部にいるスペイン人が「テハス」と呼ぶハシナイ族インディアンの中に伝道所を設立することを推奨していた。カスティーリャのスペイン語ではこの「テハス」（Tejas）が音声的に同音である「Texas]と書かれることが多く、これが将来の州の名前になった。
ヌエバ・エスパーニャの副王は伝道所の設立は承認したが、ヌエバ・エスパーニャが慢性的に資金不足になっていたことが主な理由で砦の建設というアイディアは拒否した。1690年3月26日、デ・レオンは100名の兵士と数人の宣教師と共に出発した。この集団はまずサンルイ砦に立ち寄ってそれを焼き尽くし、その後にテキサス東部に進行した。5月遅くに、テハスの聖フランシスコ伝道所がハシナイ族インディアンのナベダチェス集落近くに完成し、6月1日には最初のカトリック教会ミサが行われた。宣教師達は規則に従わない兵士達が伝道所近くに留まることを認めず、デ・レオンがその年遅くにメキシコに戻ったとき、100名いた兵士のうち僅か3名が僧侶達を支援するために残った。伝道所の指揮を執ったダミエン・マサネット神父が伝道所の北に住んでいる部族に会うために6月2日にそこを離れ、その後に14人の神父と7人の平修士の追加を要請するためにメキシコに戻った。
1691年1月23日、スペインはテキサスの初代知事としてドミンゴ・テラン・デ・ロス・リオス将軍を指名した。テランは全部で7カ所の伝道所、2つはテハス族に追加し、4つはカドハドチェス族の中、1つはグアダルーペ川に近い部族に設立するのを手伝うよう命令された。テランは修道士10人と平修士3人を徴募できただけだった。その遠征隊は1691年8月に既にある伝道所に到着し、そこにいた神父達が聖フランシスコ伝道所の東5マイル (8 km) に2番目の伝道所サンティスモ・ノンブル・デ・マリアを設立していたのを知った。神父達の1人が既に死んでおり、残った2人に伝道所の運営を預けていた。インディアンは度々伝道所の牛や馬を盗み、横柄になり始めていた。食料が尽き掛けていたので、テランはそれ以上伝道所を造らないことにした。テランがその年遅くにテキサスを離れるとき、宣教師団の大半は彼と共に戻ることを選び、伝道所には3人の宗教人と9人の兵士だけが残った。
この集団は天然痘も残していった。インディアンにはこの病気に対する生来の免疫力が無く、当初は洗礼水を疫病流行の原因と非難した。先住民数千人が死んだ後、生き残った者達は伝道所に対抗して蜂起した。1693年、カド族はフランシスコ会宣教師達にこの地域から立ち去らないと殺されると警告した。宣教師達は鐘を埋め伝道所を焼き払ってメキシコに戻った。スペインがテキサスに入植するという最初の試みは失敗したが、スペインにとって、テキサスの地形、川および海岸線に関する知識を増やし、政府は「インディアンの中でも最も従順な者でも」「強制と説得の組合せで」改宗させるのがやっとだと確信した。その後の20年間、スペインはサイドテキサスを無視していた。

## フランスとの紛争
18世紀初期に、フランスは再度テキサスにおけるスペインの権益に刺激を与えた。1699年、フランスはビロキシ湾とミシシッピ川に砦を建設し、メキシコ湾岸のスペインによる排他的支配を終わらせた。スペインは「ルイジアナにおけるフランスの権利を認めようとせず」フランス王ルイ14世には200年前にローマ教皇がアメリカをスペインに渡すと布告したことを無視しているので、破門されるかもしれないと警告したが、フランスの侵入を停めたり、スペインの開拓地を拡張するような行動は採らなかった。この2国はスペイン継承戦争の間は同盟国であり、アメリカ大陸でも協業した。その友好関係にも拘わらず、スペインはその領土内でフランスが交易を行うのを認めようとしないままだった。1707年にフランスがテキサスに侵入したという噂を聞くと、ヌエバ・エスパーニャ-の副王はあらゆる州知事に外国人とその商品の入国を妨げるよう命じた。テハスのインディアンがフランスからの商品を受けることを止めさせるために、ペドロ・デ・アグイレの指揮する兵士の分遣隊がテキサスに向かった。その遠征隊はコロラド川までは行ったが、テハス族の酋長がスペインに不満を抱いたままであると知ったときに回れ右をした。この部隊はサンアントニオ川周辺地域を訪れ、その川が名付けられていなかったことに驚きサンアントニオ・デ・パドゥアと名付けたが、何年も前のパドヴァのアントニオの日に、テランとマサネットが近くでキャンプし、その川に同じ名前を付けたことを知らなかった。
1711年、以前にテキサスの伝道所に仕えたフランシスコ会宣教師フランシスコ・イダルゴがカド族と共に伝道所を再建することを望んだ。スペイン政府はその計画のために資金や軍隊を送ることを望まなかったので、イダルゴはフランス領ルイジアナの知事カディラック卿アントワーヌ・ラウメー・ド・ラ・モスに援助を求めて接近した。カディラックはルイジアナを利益の出る植民地にするよう命令されており、ルイジアナに近い所にいるスペイン人開拓者は新しい交易機会を提供してくれると考えた。カディラックは、ルイ・ジュシュロー・ド・サンドニを、子供の時にサンルイ砦の虐殺を免れていたピエールとロベールのタロン兄弟と共に派遣し、イダルゴを見付け援助を申し出させようとした。1714年7月、フランスの派遣団はスペインの辺境、当時イダルゴが居るとされたリオ・グランデ川周辺に到着した。サンドニが逮捕されて尋問されたが、最後は釈放された。スペインはフランスがスペインの他の地域でも脅威になり得ると認識し、フランス領ルイジアナとヌエバ・エスパーニャの間の緩衝地帯としてテキサスの再占領を命じた。
1716年4月12日、ドミンゴ・ラモンに率いられた遠征隊がコアウイラ州サン・フアン・バウティスタを出発してテキサスに向かい、4つの伝道所と25人の兵士が守る1つの砦の建設を目指した。この隊は75人からなり、3人の子供、7人の女性、18人の兵士および10人の宣教師が含まれていた。スペイン領テキサスとしては記録に残る最初の女性だった。サンドニはスペイン女性と結婚した後で、このスペイン遠征隊に加わった。
この隊は1716年6月遅くにハシナイ族インディアンの土地に到着し、暖かく迎えられた。7月3日、聖フランシスコ伝道所がネチェ族インディアンのためのヌエストロ・パードレ・サンフランシスコ・デ・ロス・テハスとして再建された。数日後、ヌエストラ・セニョーラ・デ・ラ・プリシマ・コンセプシオンが、ハシナイ連邦の主要部族ハイナイ族のアンヘリーナ川沿いの主集落に建設された。3つめの伝道所、ヌエストラ・セニョーラ・デ・グアダルーペは、プリシマ・コンセプシオンから15マイル (24 km) 東、現在のナカドーチェスとなった地にあったナコグドチェ族の主集落に建設された。最後の伝道所、サンホセ・デ・ロス・ナソニスは、現在のクッシングの真北、ナソニ族インディアンの集落に建設された。1つの砦、ヌエストラ・セニョーラ・デ・ロス・ドロレスはサンフランシスコ・デ・ロス・テハスの反対側に建設された。
同じ頃フランスはさらに西での存在感を与えるためにナチトシュに砦を1つ築いた。スペインはナチトシュの直ぐ西にさらに2つの伝道所、サンミゲル・デ・ロス・アダエスとドロレス・デ・ロス・アイスを建設して対抗した。これらの伝道所は論争のあった地域内にあった。フランスはサビーン川がフランス領ルイジアナの西境界であると主張し、スペインはレッド川がテキサスの東境界であると主張していた。重複していたのは45マイル (72 km) の幅があった。
新しい伝道所は一番近いスペインの開拓地サンフアン・バウティスタから400マイル (640 km) 以上離れていた。伝道所に物資を補給するのは難しく、1718年までに宣教師達は恐ろしい苦境に陥った。1716年遅くにテキサスの知事に任命されたマルティン・デ・アラルコンはリオ・グランデ川に沿った開拓地とテキサス東部の新しい伝道所との間に中継基地を造りたいと考えた。1707年にスペイン人が称賛した地域にはサンアントニオ川水源近くにコアウイルテカ族が繁栄する地域社会を建設していた。アラルコンは10家族を含む72人の集団を率いて、1718年4月9日にテキサスに入った。彼等は時が経つに連れて548頭の馬、6群れのラバ、およびその他の家畜をもたらした。5月1日、この集団は伝道所サンアントニオ・デ・ベラノとして使う泥と枝と藁でできた建物を一時的に造り、その礼拝堂は後にアラモと呼ばれるようになった。この伝道所には当初、宣教師の一人が子供の頃から育て上げた3人ないし5人のインディアンが住んだ。この伝道所から北に1マイル (1.6 km) の所にアラルコンがサンアントニオ・デ・ベハールと呼ぶ砦を造った。アラルコンはベハール、今日のサンアントニオの自治制も承認した。集落（プエブロ）よりは高く、市（シウダード）よりは低い位置付けを与えられたサンアントニオはテキサスで唯一の町（ビリャ）となり、そこに入った開拓者は農業と放牧を生きる糧にした。新しい開拓地を設立したアラルコンはテキサス東部に進む任務を続け、そこでフランスが違法に多くの交易を行っている証拠を見付けた。
翌1719年、四カ国同盟戦争が勃発し、スペインはフランス、イングランド、オランダおよびオーストリアと戦うことになった。この戦争は主にイタリアを戦場にしたが、イングランドとフランスは北アメリカでのスペインの権益を奪うための口実としてこの戦争を使った。6月、ナカタシュから来た7人のフランス人が、戦争が始まったことを知らずに只一人が守っていたサンミゲル・デ・ロス・アデアスの伝道所を占領した。このフランス兵はさらに100人の兵士が来ると説明したので、スペインの植民者、宣教師および残っていた兵士達はその地域を放棄してサンアントニオに逃げた。
マルキス・デ・サンミゲル・デ・アガヨがテキサス再征服を買って出て、500名の軍隊を起ち上げた。アガヨはコアウイラとテキサスの知事にも指名されており、職務のためにテキサスに動くのは1年間も遅れて1720年遅くになった。アガヨが出発する直前にヨーロッパでの戦闘が終わり、スペイン王フェリペ5世はルイジアナを侵略しないよう命じたが、武力を使わずにテキサス東部を取り返す方法を見付けるように言ってきた。遠征隊は2,800頭以上の馬、6,400頭の羊および多くの山羊を連れて行き、これがテキサスでは初めての大規模な「牛追い」になった。このことでテキサスには家畜の数が飛躍的に増加し、スペイン人による放牧の始まりを告げた。
1721年7月、アガヨの遠征隊はネチェズ川に近付いている時に、フランス側に戻りサンアントニオ襲撃を率いていたサンドニに遭った。サンドニは自分の部隊が遙かに劣勢であることを悟り、テキサス東部を放棄してルイジアナに戻ることに同意した。アガヨは続いて、ナカタシュから12マイル (19 km) しか離れていない現在のルイジアナ州ローブリン近くに新しい砦、ヌエストラ・セニョーラ・デ・ピラール・デ・ロス・アダエスを建設するよう命じた。この新しい砦がテキサス最初の首都となり、6門の大砲と100名の兵士に守られた。テキサス東部の伝道所6カ所が再開され、このときデ・ロス・テハスと呼ばれたデロレス砦はナチェズ川からアンヘリーナ川近くプリシマ・コンセプシオン伝道所に近い場所に移された。続いてラ・バイーアと呼ばれたラ・バイーア・デル・エスピリトゥ・サント砦を元サンルイ砦があった場所に建設した。その近くにはココ族、カランカワ族およびクハーネ族インディアンのために、エスピリトゥ・サント・デ・スニガ（これもラ・バイーアと呼ばれた）伝道所を建設した。90名の兵士が守備隊として残された。アガヨは1722年にメキシコシティに戻り、知事を辞任した。アガヨが遠征を始めたとき、テキサスにはサンアントニオの町1つと約60名の兵士が居ただけだったが、その辞任の時には4つの砦、250名以上の兵士、10の伝道所およびサンアントニオの小さな文民の町ができるまでに成長していた。

## 開拓の難しさ
アガヨがメキシコに戻ってから間もなく、ヌエバ・エスパーニャの新しい副王カサフエルテ侯爵フアン・デ・アクナが領土の北部の防衛のために増加した費用を切り詰めるよう命令された。アクナはペドロ・デ・リベラ・イ・ビラロン大佐を指名して北部辺境全体を調査させた。リベラは1724年11月に現在のカリフォルニア州となった所から始めて、その後の3年間を北部辺境の調査に費やし、1727年8月にサンアントニオに到着した。リベラはロス・アダエス、ヌエストラ・セニョーラ・デ・ロレタ砦、およびサンアントニオの砦については満足したが、誰もいない伝道所を25名の守備兵が守っていたデ・ロス・テハス砦については不満だった。インディアン達は伝道所周辺の社会に集まることを拒み、死に際でなければ洗礼も拒んでいた。インディアンはしっかりと武装していたので、フランシスコ会宣教師は伝道所に加わるよう強制することもできなかった。憤懣を覚えた宣教師達が遂にスペイン政府に請願して、50名の兵士達にインディアンの礼拝所を燃やさせ、伝道所近くにその家を建てさせたいと願った。しかし、軍隊は来なかった。
リベラはデ・ロス・テハス砦を閉鎖し、他の砦の兵士数を減らすよう推奨した。その提案は1729年に認められ、全部で125名の兵士がテキサスから外され、わずか144名でロス・アダエス、ラ・バイーアおよびサンアントニオの砦を分け合うことになった。デ・ロス・テハス砦に依存していたテキサス東部の伝道所3カ所は1731年5月にサンアントニオ川沿いに移され、サンアントニオ地域の伝道所は5カ所に増えた。サンアントニオ伝道所には通常300人足らずのインディアンがいた。伝道所で暮らす者達の多くは他に行くところが無く、その後絶滅した小さな部族に属していた。
スペインはその植民地で製造業の発展を阻止し、スペインの商人が取扱いスペインの船舶で運んできたスペインの商品の輸入に制限した。テキサスの港を含め港の大半は密貿易を止めさせることを期待して商船に対しては閉鎖した。法律によってテキサスに向かう商品全てはベラクルスに運ばれ、山越えでメキシコシティに運ばれてからテキサスに送られる必要があった。このことでテキサスの開拓者にとっては商品が大変高価なものになった。フランスのナカタシュにある砦は蓄えが豊富で、商品はそんなに遠くから運ばれてくる必要がなかったので、テキサスの開拓者達は物資の補給をフランスに頼ることが多かった。しかし、スペインの他の宣教師達や植民地人は交易できる多くの商品が無かったので、フランスの交易業者に忠誠なままであるインディアン達に提供できるものがほとんど無かった。

### アパッチ族の襲撃

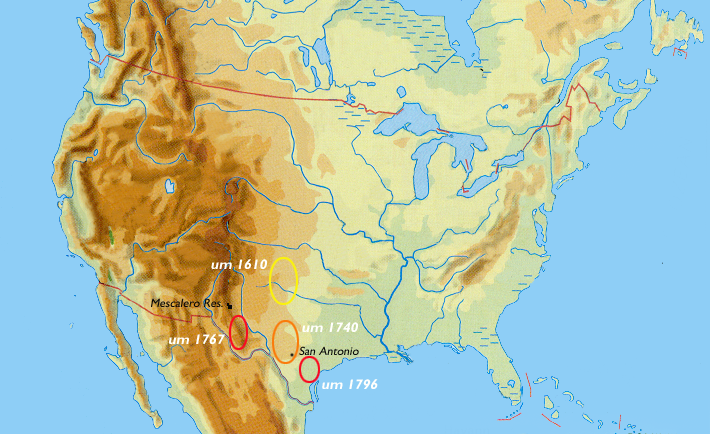
リパン・アパッチ族の領土

インディアンの部族は自由に交易を行い、間もなく多くの者がフランスの銃を手に入れ、スペインの馬を手に入れた者もいた。どちらの国にも接近できなかった部族は不利な状況に置かれた。季節によって農業を行っていたリパン・アパッチ族は、馬を持っているコマンチェ族や銃を持っているウィチタ族に圧迫されるようになった。アパッチ族はテキサス東部のテハス族の旧敵であり、テハス族と友好関係にあるスペイン人にその敵意を向けた。アパッチ族は1720年にサンアントニオを発見した後、繰り返しその地域を襲って特に馬を中心に家畜を盗んだ。アパッチ族による攻撃の結果、テキサスでは毎年平均して3人のスペイン人が死に、約100頭の家畜が奪われた。その報復のためにスペイン人はアパッチ族に何度も攻撃を掛け、馬やラバ、隠匿物やその他の略奪品を取り返し、アパッチ族を捕虜にして、家事を行う従僕に使った。しかし、1731年までにサンアントニオの守備兵はインディアンとの和平交渉を手助けしてくれるよう政府に嘆願するようになった。
スペイン政府は開拓者達がその資産を守り、幾つかの砦の必要性を軽減するものと思っていた。しかしテキサスは、武装した放浪の部族、高い物価および貴金属が出なかったことのために、開拓者の大半にとって魅力のある所ではなかった。1731年、スペイン政府はカナリア諸島からサンアントニオに大半が女性と子供ばかりの55人を移住させた。当時サンアントニオにはわずか300人のヒスパニック系開拓者がおり、他に200人が植民地中に散らばっているだけだった。新しい移民は農業を始め、町の名前をサンフェルナンド・デ・ベハールと改名し、テキサスでは初の市と唯一の文民政府を設立した。開拓者の中で最長老だったフアン・レアル・ゴラスが最初の市長に指名された。
市の最初の開拓者として、島民とその子孫はイダルゴ（貴族）と呼ばれた。既にいた開拓者達は島民達が新しい肩書きを持ち、市政府の中で排他的特権を持つことに不満だった。新しく到着した者達は馬の扱い方を知らず、アパッチ族に対抗して馬で戦闘するときには使えなかった。放牧に依存する古くからの開拓者とは異なり、島民達は主に農業を行っており、家畜が畑を踏み荒らした時に古くからの開拓者が塀を作ることを拒んだために多くの者が不満を抱いた。しかし、1740年初期までに民族間の結婚と経済的に密接な結びつきができたことで、内部闘争をいくらか和らげることになり、当初から居る開拓者達も市の役人や委員会メンバーとして働くことを認められた。
アパッチの襲撃による脅威はサンアントニオを常に不安定な状態にしており、その地域を離れる家族がおれば、その家畜の世話をするために町の安全性を放っておくことを拒む家族もいた。この問題は1745年6月30日、その数ヶ月前にスペインの軍隊が行った作戦行動の報復として、350人のアパッチ族がサンアントニオに深夜の襲撃を掛けたことで最高潮に達した。この攻撃部隊はバレロ伝道所から100人のインディアンが応援したことで撃退できた。アパッチ族はデッドーズ族やトンカワ族など、他の部族も餌食にした。1740年代、これら弱い部族はスペインが攻撃から守ってくれることを期待して、サンガブリエル川沿いの伝道所に救いを求めた。1746年1月に、デッドーズ族、メイアイ族およびココ族インディアンに奉仕するためにサンガブリエル川とブッシー・クリークの合流点に聖フランシスコ・ザビエル伝道所が設立された。1748年だけでも、アパッチ族は4回伝道所を襲撃し、3人の兵士とインディアン住人4人を殺した。インディアン住人の多くは攻撃を恐れて伝道所から逃げ出した。それでも宣教師達を挫けさせることはなく、翌年その地域にサンイルデフォンソとヌエストラ・セニョーラ・デ・ラ・カンデラリアの2つの伝道所を追加した。それから6ヶ月以内にサンイルデフォンソで改宗する可能性のあった者全てが立ち去った。1755年までに、その伝道所はサンマルコス川の新しい場所に移された。

### アパッチ族インディアンに対する伝道
1749年アパッチ族酋長の1団とスペインの役人が、サンアントニオの広場に武器を埋めることで「両者の間のトラブルを象徴的に埋める」儀式があり、遂に休戦が宣言された。スペインはアパッチ族に軍事的な援助も与えることを約束した。リパン・アパッチ族は数回伝道所を求め、1777年に元サンガブリエル伝道所の全ての資産と、短期間彼等を守った守備隊をサンアントニオの北西、サンサバ川沿いのサンタクルス・サンサバ新伝道所に移した。丸太の柵で囲んだ陣地が伝道所から3マイル (5 km) の地の川の対岸に建設され、兵士達がインディアンと結託しないようにされた。この陣地には兵士に伴われて237人の女性と子供を含む400人を収容できた。
アパッチ族は伝道所に寄りつかずにおり、1758年3月16日、スペインが敵部族を援助していることに怒ったコマンチェ族、トンカワ族およびハシナイ族インディアンの1隊が伝道所を略奪して火を付け、8人を殺した。サンサバ伝道所はテキサスのスペインによる伝道所の中で唯一インディアンによって完全に破壊されたものとなり、再建されることは無かった。インディアンの部隊は2,000人もいたが、砦を攻撃しようとはしなかった。
スペイン政府は、そのような行動がスペインを弱く見させることを恐れ、その地域を完全に放棄することは拒んだ。スペインが報復を計画している間に、インディアンはサンサバの馬の群れを襲撃し、馬やラバを全て盗み、20名の兵士を殺害した。1759年10月、スペインはサンサバの指揮官ディエゴ・オルティス・パリーリャ大佐をレッド川北への遠征に派遣し、攻撃の借りを返そうとした。インディアンは前もって報せを受けており、パリーリャの軍隊を木柵と堀で囲まれ防御の施されたウィチタ集落に誘導し、フランスの銃を示し、フランス国旗を振った。スペイン兵52名が戦死、負傷または脱走した小戦闘の後で、スペイン軍は撤退した。サンサバ砦は石灰岩の塀と堀のあるものに置き換えられたが、コマンチェ族とその同盟部族は近くに留まっており、外に出てきた兵士を誰でも殺した。1769年までにスペインはこの砦を放棄した。
1762年、宣教師達がサンサバの南ニュエセス川流域に承認を得ていない伝道所を2カ所設立した。その後数年間、アパッチ族は1年の大半を伝道所の中で暮らし、冬にはバッファローを狩りに出かけた。伝道所の1つは、アパッチ族が狩りから戻って来なかった1763年に閉鎖された。1766年1月、北方部族の400人の部隊が攻撃してきて6人のアパッチ族を殺し、25人を捕虜にし、流域にいたあらゆる家畜を連れ去ったときに、残っていた伝道所も閉鎖された。北方部族がテキサス東部に戻るときに41人のスペイン兵とその小さな大砲で待ち伏せした。スペイン兵が退却を強いられるまでに200人以上のインディアンと12人のスペイン兵が戦死した。この戦闘後、アパッチ族は伝道所に戻ることを拒み、サンアントニオ近くでの襲撃に戻った。しかし、北方部族による襲撃は減った。

## フランスとの和平
インディアンは1746年にフランスの交易業者が定期的に海から訪れ、トリニティ川下流地域で部族と交易を行うことを認めた。その8年後、スペインはフランスがトリニティ川河口に交易基地を開いたという噂を耳にした。1754年9月、知事のジャシント・デ・バリオス・イ・アウレギが兵士を調査に送り、インディアン集落に住んでいた5人のフランス人を捕まえた。フランスが戻ってこないようにさせるために、スペインはガルベストン湾に注ぐトリニティ川河口近くにサンアグスティン・デ・アフマダ砦とヌエストラ・セニョーラ・デ・ラ・ルス・デ・オルコキサク伝道所を建設した。新しい場所の気候条件は恐ろしく悪く、砦も伝道所も1770年に閉鎖された。
1749年、ラ・バイーアの砦はグアダルーペ川からサンアントニオ川のゴリアドに移された。それから5年のうちに、カランカワ族のための新しい伝道所として、ヌエストラ・セニョーラ・デル・ロザリオ・デ・ロス・クアネスが砦の上流に建設された。この伝道所は長い間生き残った。この新しい伝道所と砦があったにも拘わらず、テキサスはヌエバ・エスパーニャの北部辺境では最も人口が少ない地方の一つだった。1760年までにおよそ1,200人のヒスパニック系住民がテキサスに住んでおり、その半分はサンアントニオ、350人はロス・アダエス、260人はラ・バイーアに住んでいた。その他のスペイン人は現在エルパソ地域となった所に住んでいたが、そこはニューメキシコの一部であり、テキサスではないと考えられていた。
1762年11月3日、フォンテーヌブロー条約の一部として、フランスはミシシッピ川の西の領土をスペインに割譲した。スペインは七年戦争でイギリスに対抗してフランスを助けており、マニラとハバナをイギリスのために失っていた。ルイジアナ植民地は財政的な重荷だったが、スペイン王カルロス3世は、ルイジアナを受け取ることがテキサスに対するフランスの領有権主張を最終的に諦めさせることになるので、渋々ながらそれを受け入れた。1763年2月10日のパリ条約では、イギリスがミシシッピ川より西の土地でのスペインの権利を認めた。イギリスはフランスが持っていた北アメリカの領土の残りを受け取っており、スペインはハバナと引き換えにフロリダの幾らかの資産を渡した。
| 年   | 人口（人） |
| ---- | ---------- |
| 1740 | 437–560    |
| 1762 | 514–661    |
| 1770 | 860        |
| 1777 | 1,351      |
| 1780 | 1,463      |

スペインの北アメリカにおける権益にとってフランスがもはや脅威でなくなったので、スペイン王室はルビ侯爵にヌエバ・エスパーニャの北部辺境にある砦の全てを調査し、将来に対する建言をするよう命じた。ルビの2年間にわたる旅は1766年初めに始まり、カリフォルニア湾からテキサス東部まで7,000マイル (11,000 km) に及んだ。これは1720年代にペドロ・デ・リベラがその遠征を行って以来のヌエバ・エスパーニャ辺境に対する包括的調査だった。ルビはサンサバの砦に悪い印象を持ち、ヌエバ・エスパーニャの王国の中でも最悪のものだと宣言した。ルビはサンアントニオとラ・バイーアの砦だけを残すよう推奨し、テキサス東部は全体的に放棄して、人々を全てサンアントニオに移すよう提案した。ルイジアナがスペインの支配下に入ったことで、特に伝道所がサンアントニオに移された後は、ナカタシュに非常に近いロス・アダエスの必要性が無くなっていた。1768年8月、知事代行のリッペルダ男爵フアン・マリア・ビセンシオがその本拠と守備隊をサンアントニオに移し、1772年にサンアントニオは新しいテキサスの首都になった。ロス・アダエスは完全に放棄された。新しい知事はサンアントニオの守備隊を増強させて、インディアンの攻撃が再発することから町を守らせた。サンアントニオの南西40マイル (64 km) に新しいフエルテ・デ・サンタクルス・デ・シボロの砦を建設し、農夫や牧場主を攻撃から守らせた。
ルビの提案の結果として、サンアグスティン・デ・アフマダ砦が1771年に閉鎖され、テキサス海岸はラ・バイーアを除いて無人になった。しかし1772年7月、テキサス知事はイギリス人交易業者が放棄されていたテキサス海岸地域に開拓地を建設しているという噂を聞いた。ラ・バイーアの指揮官が開拓地を発見するべく派遣されたが、他のヨーロッパ人の痕跡は無かった。しかしその遠征隊はサンジャシント川がガルベストン湾に注ぐのであり、メキシコ湾にでは無いことを発見した。

## インディアン問題

### ナコグドチェス設立
ロス・アダエス近くに住んでいた500人のヒスパニック系開拓者が1773年にサンアントニオに再入植させられた。ルビによる調査から開拓者の移動までの6年間で、テキサス東部の人口は200人のヨーロッパ人から、スペイン人、フランス人、インディアンおよび数人の黒人を含み500人にまで増えていた。開拓者達はサンアントニオに移住するためにわずか5日間の準備期間しか与えられなかった。彼等の多くは3ヶ月の行程の間に死に、他の者も到着後間もなく死んだ。
彼等は抗議を行った後で、翌年テキサス東部に戻ることを許されたが、ナカタシュから175マイル (282 km) のトリニティ川までとされた。アントニオ・ジル・イバルボに率いられた開拓者達は、「サンアントニオからロス・アダエスに向かう道がトリニティ川と交わる所」にヌエストラ・セニョーラ・デ・ピラール・デ・ブカレリの町を建設した。開拓者達はルイジアナからサンアントニオに向かう密輸品を運ぶことを手伝い、また兵士達が海岸を偵察するのを手伝った。
1776年、カルロス3世はテキサスを含む地域を統率する新しい役職として、ヌエバ・エスパーニャ内陸部軍政府長官を創設した。最初に任命されたのはテオドロ・デ・クロワであり、1776年から1783年まで地域の知事および総司令官を務めた。クロワが職に就く準備をしているときに、前任者のリッペルダ男爵は1777年4月27日付けでテキサスの開拓地について詳細報告書を書いた。その報告書の3分の1はブカレリ集落の詳細に割かれ、そこを「無人であることと同じくらい広範に海岸に関する報告を得る手段として大きな重要性」があるものと見ていた。ブカレリの開拓者達は定期的に海岸の探検を行い、海岸沿いで外国人のいかなる兆候も報告するビダイ族との友好関係を作っていた。1777年夏、ジル・イバルボは一群のイギリス人が海から現れてネチェズ川近くに穀物を植えるだけ十分長く滞在した跡を見付けた。彼は遠征隊を率いてイギリス人を見付けようとしたが、畑は見付けたものの、開拓者は誰も見付けられなかった。
1779年、コマンチェ族がブカレリ地域への襲撃を始め、そこの開拓者達は古いナコグドチェス伝道所があった東に移動することを選び、同じ名前の町を設立した。この新しい町は直ぐに密輸品の中継基地になった。開拓者達は移動する許可を得ていなかったし、1795年までは新しい町を守る軍隊も割り当てられなかった。

### カランカワ族問題
1776年、バイーア伝道所でインディアン達が、グアダルーペ川河口近くで難破したヨーロッパ人をカランカワ族が虐殺したと兵士達に伝えた。兵士達は、イギリスの商業用フリゲートの残骸を発見した後、カランカワ族に水夫達を攻撃しないよう警告した。この兵士達は海岸の探索を続け、外国勢力が本土からの接近が難しい防波島に容易に小さな拠点を建設し、その後にトリニティ川やサンジャシント川を遡ってテキサスの心臓部に入ってくることができる、と報告した。ラ・バイーア砦の指揮官ルイス・カソーラ大尉は、スペイン政府が防波島に小さな砦を建設し、喫水の浅い船で継続的に海岸を偵察するよう提案した。この砦は血に飢えたインディアンとイギリス人の双方に抑止する効果を狙ったものだった。スペイン政府は密貿易を恐れており、テキサス海岸に港の建設や船が航行することを認めようとはしなかった。
デ・クロワは新しい植民地に不満であり、「秩序のない1つの集落、2つの砦、7つの伝道所および両性、全年齢を合わせてわずか4,000人という人口で、ロス・アダエスの放棄された砦からサンアントニオまでの広大な荒れた国を占領するというのは、...テキサス植民地という名に値せず、...その保護に伴う利害にも値しない」と不平をこぼした。デ・クロワはその地域が気に入らなかったにも拘わらず、植民地内陸の兵力を50％増強し、重い装備を全て持たず徒歩で戦うことのできる「軽部隊」を創設した。デ・クロワの統率でインディアン部族との同盟を構築し、コマンチェ族やウィチタ族と共にアパッチ族の襲撃者を排除しようと計画した。スペインがフランスやアメリカ独立推進者と同盟してアメリカ独立戦争に参入し、金や兵力がアパッチ族の掃討よりもフロリダを攻撃することに向けられたので、この計画は棚上げされた。しかし、コアウイラの兵士達がリパン・アパッチ族に対抗するためにメスカレロ族と同盟した後で、スペインはリパン・アパッチ族と休戦協定を結ぶことができた。コマンチェ族はより恥知らずにもなり、1781年にラ・バイーア砦を攻撃してきたが撃退された。
1777年にイギリス人ジョージ・ゴールドがメキシコ湾岸をガルベストン湾まで調査したということを聞いたベルナルド・デ・ガルベスはフランス人技師ルイ・アントニオ・アンドリーを指名して、スペインのために同様な調査を行わせた。アンドリーは1778年3月にその調査を終え、危険なくらい食料が不足してきた後でマタゴルダ湾を離れようとした。このときにカランカワ族が援助を申し出て船から数人を誘い出し、マヤ族のトマス・デ・ラ・クルスという水夫を除いて皆殺しにした。カランカワ族は船にも火を付け、おそらくはスペインにとって初めてのテキサスからルイジアナに至る海岸の新しい詳細地図が船と共に失われた。数ヶ月後、ラ・バイーア砦に近いロザリオ伝道所に住んでいたインディアンが逃亡してカランカワ族に合流し、家畜を襲い、開拓者達に嫌がらせを始めた。知事が逃亡者の多くに特赦を発すると、その多くは伝道所に戻った。カランカワ族はスペインに対して問題を起こし続け、1785年に暫定軍政府長官ジョセフ・アントニオ・レンゲルが、カランカワ族が辺りを支配する限り、マタゴルダ湾を探検することはできないと述べた。
スペインは再度その海岸線地図を作る手配を行い、1783年9月、ホセ・デ・エビアがハバナを発ってキーウェストからマタゴルダ湾までの海岸線地図を作った。エビアはその航海の間にその後援者であるガルベスに因んでガルベストン湾という名前を付けた。エビアは後に、その一部がテキサスに属することになったマタゴルダ湾からタンピコまでのヌエボ・サンタンデル海岸の地図も作った。

### インディアンとの和平
1770年代の大半はコマンチェ族がニューメキシコで襲撃を行っていた。1779年にニューメキシコ知事フアン・バウティスタ・デ・アンサによって広範な襲撃があって、コマンチェ族はニューメキシコを追い出され、防御力の弱いテキサスにその活動の鉾先を向けた。同じ頃、カランカワ族から受け取った銃をため込んでいたアパッチ族がテキサスの開拓地に対する襲撃を再開し、和平条約を破った。コマンチェ族は直ぐにアパッチ族に宣戦布告した。
ガルベスは1785年にヌエバ・エスパーニャの副王になり、内陸植民地の支配権を取り戻した。ガルベスは、交易によってのみ得られるアルコールをインディアンに飲ませるよう奨励させ、さらに交易で手に入れる火器は粗末に作らせて、インディアンがそれを使うことに尻込みし容易に打ち破ることのできるようにせよと命令した。スペインはインディアン部族に贈り物を提供する金を持たなかったので、その戦術が実行されることはなかった。その替わりにスペインは1785年遅くにコマンチェ族と条約交渉を行った。この条約でコマンチェ族に対して毎年の贈り物を約束し、その結果としての和平はその後30年間続いた。1786年遅くまでに、テキサスの北部と西部の安全は確保され、ペドロ・ビアルと1個中隊で「サンアントニオからサンタフェまで、700マイル (1126 km) の道を安全に開発した。」
コマンチェ族は新しい友人の敵と進んで戦い、間もなくカランカワ族を攻撃した。その後の数年間でコマンチェ族はその地域にいたカランカワ族の多くの者を殺し、他の者はメキシコに追い出した。1804年までにカランカワ族が本拠にしていた防波島にはほとんどインディアンが住まなくなった。1790年1月、コマンチェ族はサンアントニオの西、ソレダード・クリークでメスカレロ族とリパン・アパッチ族に対する大会戦でスペインを助けた。1,000人以上のコマンチェ族戦士が1791年と1792年のアパッチ族に対する襲撃に参加し、アパッチ族はメキシコの山間部に散らばらざるを得なかった。1796年、スペイン当局はアパッチ族とコマンチェ族が平和に共存できるように調停を始め、その後の2年間で部族間の闘争は下火になった。
1791年と1792年、フライ・ホセ・フランシスコ・ガルサがカランカワ族やその他のインディアン部族と友好関係を作った。その友好関係により、ガルサはそれまで訪れるのも危険だった海岸地域の大半を探検できた。インディアン達はサンアントニオからグアダルーペ川に突き当たる所に伝道所を造るよう要請し、1793年2月にサンアントニオ湾奥のミッション湖近くにヌエストラ・セニョーラ・デル・レフジオ伝道所が開設された。当初230人以上のインディアン達がその伝道所に住んだが、2年間のうちに洪水の恐れが少ない場所に移動させられ、そこはルフジオと呼ばれることになった。18世紀が終わるまでに、テキサス内の狩猟採集型部族で洗礼を受けていない者は極少数になった。1793年、サンアントニオ・デ・バレロ伝道所が宗教色を無くされ、翌年にはサンアントニオに残っていた4つの伝道所の一部が宗教色を無くされた。

## アメリカ合衆国との紛争
1783年の第2パリ条約でアメリカ独立戦争が終わり、アメリカ合衆国が設立された。この条約は新しい国の西側境界をミシシッピ川にまで拡げ、条約の締結から1年以内に5万人のアメリカ人開拓者がアパラチア山脈を越えた。山脈を越えて東部に戻るのは困難だったので、開拓者達はその収穫物を売る対象としてスペイン領テキサスやルイジアナの方向を見始めた。スペインは、1790年に合衆国のトーマス・ジェファーソンが戦争を始めるぞと脅したにも拘わらず、1784年から1795年までミシシッピ川河口を外国人に対して閉ざしていた。アメリカ人は逮捕される危険を冒してテキサスに入り、その多くはテキサス西部で野生のマスタング（小型の馬）を捕まえることやインディアン達と交易することを望んだ。1791年、フィリップ・ノーランがテキサスで馬の取引を求めた最初のイギリス系アメリカ人となり、スペイン境界内にいるところを何度も逮捕された。スペインはノーランがスパイであることを恐れ、1801年に150人の軍隊を派遣して、ノーランとその6人の隊を捕まえようとした。ノーランはそれに続く戦闘で殺された。1810年までに、多くのアメリカ人がテキサスのインディアン、特にコマンチェ族とその家畜と引き換えに銃や弾薬を売った。インディアンの何人かの酋長は交易を拒みアメリカ人の動きをスペイン当局に報告したが、その他のバンドは新参者を歓迎した。干魃で放牧地が少なくなり、コマンチェ族の家畜は殖えなくなった。コマンチェ族はアメリカ人の求める家畜のために、サンアントニオ周辺の襲撃に向かった。
スペイン政府は人口を多くすれば安全性が保てるようになると考えたが、スペインあるいは新世界の他の植民地から植民者を惹き付けることができなかった。18世紀終盤までに、テキサスは人口密度が1平方リーグあたり2人（1平方kmあたり0.1人）に満たない、ヌエバ・エスパーニャの中でも最も人口の少ない地域だった。この人口は比較的停滞気味であり、1777年の3,103人から1790年の3,169人と僅かに成長しただけだった。人口の半数以上がスペイン人であり、入植したインディアン達が次に大きな集団だった。黒人は大半が奴隷であり、1777年の人口構成比1％足らずから1793年の調査で同2.2％と僅かなものだった。テキサスの成人のうち3分の2以上が結婚しており、独身男性の数が独身女性の数を上回っていたが、未亡人の比率も高かった。人種間結婚は極めて普通にあることであり、白人男性と混血女性の結婚が多かった。この組合せから生まれた子供は白人として遇されることが多かった。非嫡出子の数は18世紀を通じて着実に増えており、1799年には全出産数の20％に達した。しかし、テキサスの人口が少なかったにも拘わらず、スペインはテキサスへの移民を活発には奨励せず、1790年にナコグドチェスに置かれた恒久的守備隊が、外国人が地域内に入ってくるのを停めた。アメリカ合衆国からの移民は忠誠の誓いをした後でルイジアナやフロリダへの入植を認められたが、ローマ・カトリックへの改宗までは求められなかった。

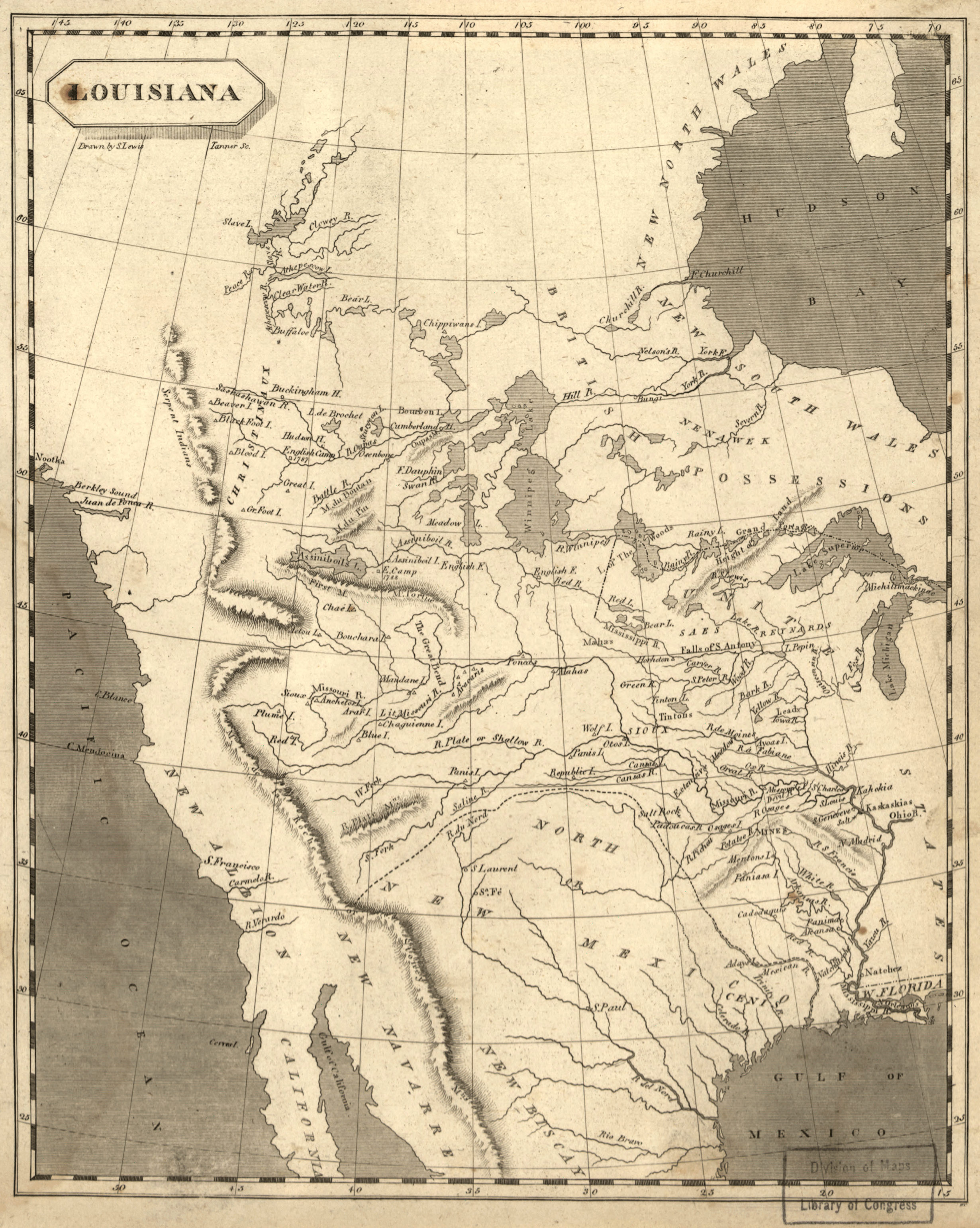
ルイジアナ領土とテキサス、1804年

1799年、スペインはイタリア中部における王座を得るという約束と引き換えにフランスにルイジアナを返還した。この協定は1800年10月1日に署名されたが、1802年まで実効あるものにならなかった。翌年、ナポレオン・ボナパルトはルイジアナをアメリカ合衆国に売却した。ルイジアナ植民地に移動していたスペイン人の多くが、テキサスやフロリダなどスペインの領土に移動した。スペインとフランスの間にできた当初の協定はルイジアナ植民地の境界を明確にしておらず、文書の中の表現は曖昧で矛盾を孕んだものだった。ルイジアナとテキサス両植民地がスペインの支配下にあった時でも、境界を何処にすべきかについて意見の不一致があった。1793年、スペイン国王はフランス人から推薦されていたように境界をナカタシュからサビーン川に動かす必要はないと決めた。
アメリカ合衆国は、その買収した範囲に西フロリダの大半とテキサスの全部を含むものと主張した。トーマス・ジェファーソンはルイジアナ領土が西はロッキー山脈まで、ミシシッピ川とミズーリ川およびその支流の全流域を含み、南の境界はリオ・グランデ川だと主張した。スペインは、ルイジアナ領土がナカタシュまでであり、イリノイ領土を含まないと主張した。
テキサスは再び緩衝地帯と見なされたが、今回はヌエバ・エスパーニャとアメリカ合衆国との緩衝地帯だった。1804年、スペインはテキサスの人口を増やすために数千の植民者を送り込む計画を立てた（当時の人口はヒスパニック系住民で4,000人）。この計画は、政府に開拓者を移動させる金が無かったために頓挫した。テキサスを防衛する責任は内陸植民地の軍政府長官に新しく着任したネメシオ・サルセドに委ねられた。サルセドはテキサスへの移民を奨励し、トリニティ川がサンアントニオからナコグドチェスに至る道と交わる場所に、トリニダード・デ・サルセドという新しい町が設立された。短期間、サルセドはルイジアナからのスペイン臣民がテキサスに入ってくることを許した。ダニエル・ブーンを始め、スペインに帰化した少数のアメリカ人がこの時期にテキサスに入植した。しかしサルセドは「外国人は我々の目を突くカラス以外の何者でもないし、将来もならない。」と警告した。
スペイン国王カルロス4世は真の国境を決定するためのデータを集めるよう命じた。その国境が設定される前に、両国共に論争のあった地域に武装した部隊の遠征を行い、スペインはテキサスに駐屯する軍隊の数を増強し始めた。1806年までにテキサスにいるスペイン兵士の数は883名と2倍になり、ナコグドチェスとその周辺に駐屯した。1806年末、地元の指揮官が一時的な協定の交渉を行い、スペインもアメリカもサビーン川とアロヨ・ホンドの間には立ち入らないことになった。この中立地帯は直ぐに無法者の天国になり、個人が境界を越えて入ってくるのをとめられなくなった。アメリカ陸軍の任務でルイジアナ買収地の中の論争のあった地域を探索しているときに、リオ・グランデ川でキャンプしていたゼブロン・パイクがスペイン人に逮捕され、ナカタシュまで送り返された。パイクの地図やノートは没収されたが、記憶していた範囲で作り直した。テキサスの土地と動物に関するパイクの生き生きした報告によって、多くのアメリカ人がこの土地の支配に憧れるようになった。

## スペイン支配の終焉
1808年、ナポレオンはスペイン国王とその息子に王位を放棄するよう強制した。ジョゼフ・ボナパルトがスペイン王に指名され、スペイン市民からの抗議が激しくなった。その後6年間暴動が続きジョゼフ・ボナパルトが1814年に退位するまで続いた。この期間、新世界への監視はほとんど無かった。ジョゼフ・ボナパルトが王位にあった間、カディスで影の政権が1812年スペイン憲法に従って統治した。この立憲政府にはテキサスやニューメキシコを含み植民地からの代表も参加した。フェルナンド7世が復位したときに新憲法すなわち代議政治を認めることを拒んだ。フェルナンドは1820年に軍事クーデターを避ける唯一の方法として、その考えの変更を強いられた。
この騒擾の時代に、誰が実際に植民地を統治していたかは明らかでない。ジョゼフ・ボナパルトか、フェルナンド7世に代わる影の政府か、植民地の役人か、あるいは各植民地の革命勢力かである。メキシコ独立戦争はミゲル・イダルゴの扇動で1810年に始まった。革命がテキサスに及ぶことを恐れた知事のマヌエル・マリア・デ・サルセドは、全ての外国人に対してテキサス国境を閉鎖するよう命じた。しかし間もなく叔父である軍政府長官に取り消された。革命勢力は間もなくサルセド政権を転覆させてサルセドを収監し、テキサスに新しい政府が建てられた。サルセドは看守の一人を説得して王党派の元に逃がして貰い、この二人で反クーデターの動きを纏めた。イダルゴは捕獲され1811年に処刑された。
アメリカ合衆国はスペイン内乱の間、公式には中立だったが、反乱者がアメリカの港で交易を行うことを許し、反乱で使われた武器弾薬の大半はアメリカ合衆国から入ったものだった。アメリカ人はこの紛争に人員も供給し、ナカタシュがテキサスに入る幾つかの遠征隊の上陸地点になった。1812年、メキシコの反乱者ベルナルド・グティエレス・デ・ララがアメリカ人の小さな部隊を率いてテキサスに入った。テキサス東部のコマンチェ族が直ぐに反乱側に加わった。この集団は自らを北部共和国軍と呼び、1813年にサンアントニオを陥れ、知事のマヌエル・マリア・デ・サルセドを暗殺し、テキサスを独立国として宣言した。知事の死によってイギリス系アメリカ人の多くを脱走させることになったが、1813年4月17日、この集団はテキサスで初めての憲法を作成し、政府の中央集権化された形態を作った。その年遅くにスペイン軍が植民地を再確保し、共和制の傾向があると告発したテキサス人全てを処刑した。それから2週間以内に400人の反乱者が処刑され、その妻や娘達は2ヶ月間投獄された。王党派の兵士達はサンアントニオから逃げ出した女性や子供達の多くを追跡し、200人ないし300人を殺害した。捕虜になったアメリカ人はスペインに対する忠誠を誓う機会を与えられ、それを拒んだ者はアメリカ合衆国に送り返された。コマンチェ族が依然として脅威になることを恐れたスペインのアレドンド将軍は牧場主の全てをサンアントニオに一時的に移動させ町の防衛を手伝わせた。数ヶ月後、これら牧場主が戻っていったとき、コマンチェ族が家畜の全てを殺戮し、その死骸をそのままにして行ったことを見付けた。スペイン軍はテキサスの残り部分も略奪し、1820年までにテキサスに残っていたヒスパニック系住民は2,000人足らずになった。歴史家のゲイ・クレイトン・アンダーソンに拠れば、「スペイン領テキサス、あるいはその残っていたものは、荒れ果て、自分で食っていけないほどに無防備な土地だった」としていた。
別の革命家ホセ・マヌエル・エレラが1816年9月にガルベストン島で政府を作り、メキシコ共和国の一部だと宣言した。アメリカ合衆国を追放されたフランス人の一団がル・シャン・ダシルと呼ぶ自分達の植民地をトリニティ川下沿いに造ろうとした。この追放者達はこの植民地をヌエバ・エスパーニャ開放と続いてナポレオンをセントヘレナ島から脱出させる基地として使おうと考えた。しかし彼等は直ぐにその植民地を放棄し、ガルベストンに戻った。

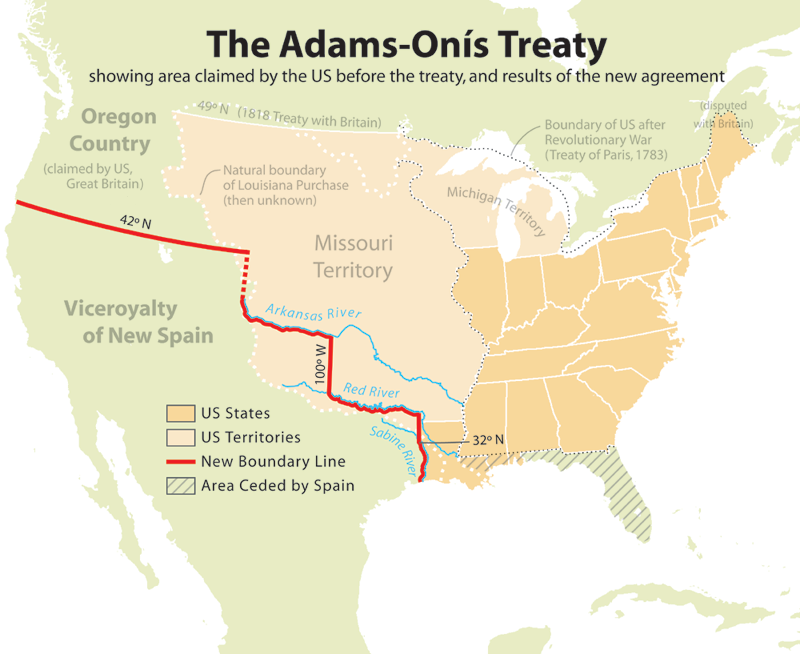
この地図ではスペインとアメリカ合衆国との間の境界紛争を終わらせた大陸横断条約の結果を示している。

1819年2月22日、スペインとアメリカ合衆国は大陸横断条約の合意に達し、フロリダをアメリカ合衆国に譲渡する替わりに、アメリカ合衆国はテキサスに対する領有権主張を取り下げることになった。テキサスの公式の境界はサビーン川に設定され（現在のテキサス州とルイジアナ州の州境）、そこからレッド川とアーカンザス川を辿り、北緯42度線（現在のカリフォルニア州の北側州境）とされた。その後2年間、1821年2月初旬まで、スペインは条約の批准を遅らせ、アメリカ合衆国がスペイン植民地の反乱勢力を独立国として正式に認めることを妨げる梃子にした。この期間に多くのアメリカ人が条約に反対しテキサスに対する領有権主張の放棄を非難した。「シティ・オブ・ワシントン・ガゼット」の論説では条約を非難し、テキサスの地の「1リーグ」は「ロッキー山脈より西の全領土よりも」合衆国にとって価値があると主張した。
1819年、ジェイムズ・ロングがテキサスに侵入する遠征隊を率いた。彼はテキサスが独立した共和国であると宣言したが、その年の終わりまでにイグナシオ・ペレス大佐とそのスペイン軍に潰された。翌年ロングは「ヨーロッパの歴史を辱めてきた最も残忍な暴政であるスペイン権限の軛からテキサスを開放するため」、ガルベストン湾近くに新しい基地を建設した。しかし、その反乱の根拠は間もなく無くなった。1821年2月24日、アグスティン・デ・イトゥルビデがメキシコの独立のための運動を始めた。テキサスは銃を一発も発射することなく、新しい独立国の一部になった。

## 遺産

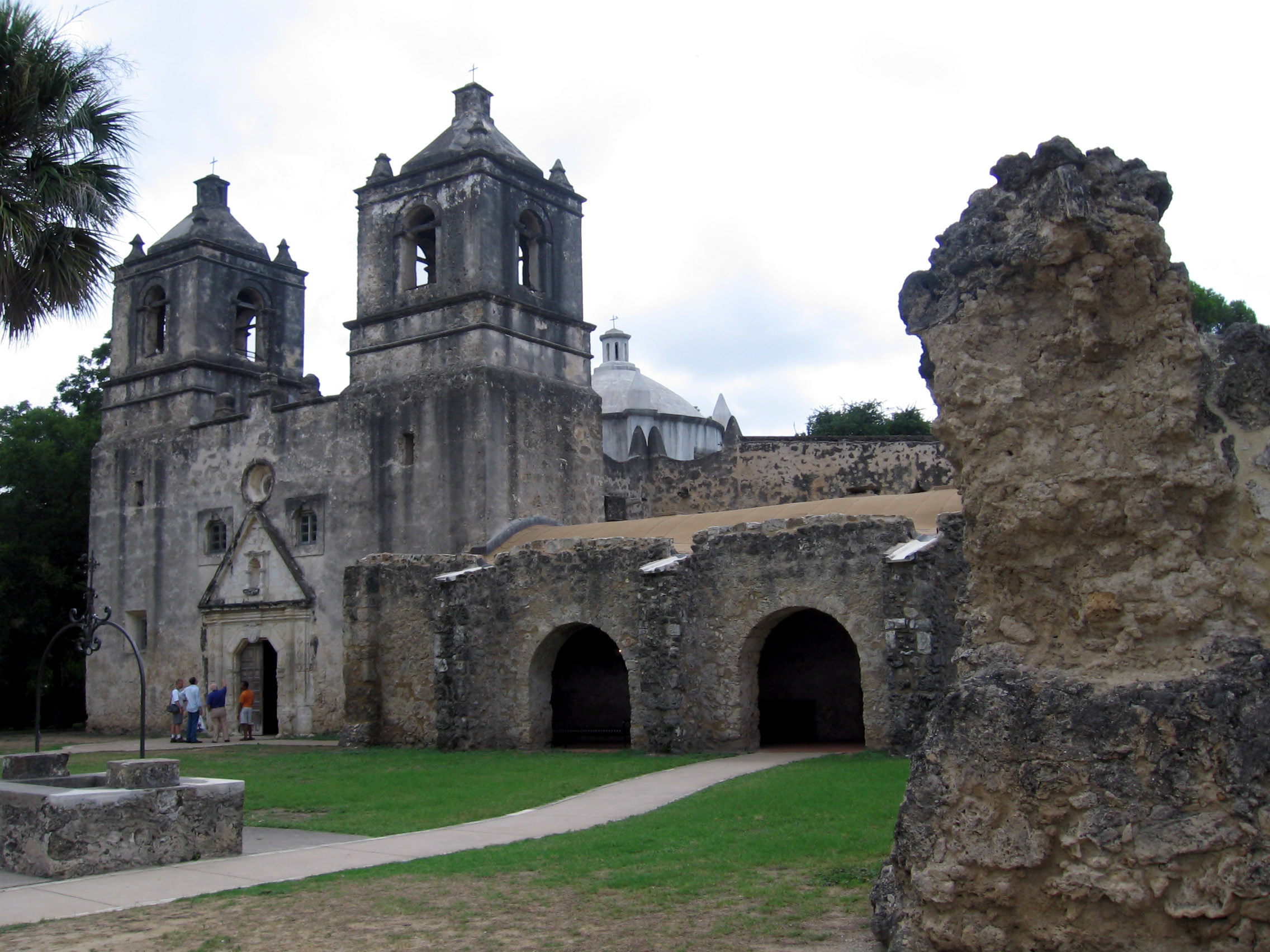
コンセプシオン伝道所はサンアントニオの伝道所群の一つであり、国定歴史史跡の一部になっている

テキサスはスペイン支配に続いてメキシコが支配することになり、後のテキサス州に及ぼすスペインやメキシコの影響を分離することは難しい。最もはっきりした遺産は言語である。州名はインディアンの言葉をスペイン語訳したものから来ている。現在のテキサス州ではレッド川を除き主要河川はスペイン語かそれを英語風に変化させた名前であり、254ある郡のうち42郡と数多い町の名もスペイン語である。スペイン語からアメリカ英語に取り込まれた多くの言葉の中には、バーベキュー、キャニオン、ランチ（牧場）およびプラザがある。もう一つはっきりした遺産として、ローマ・カトリック信仰がある。スペインによるテキサス支配が終わる時、事実上全住人がカトリックを信仰しており、現在のテキサスでもその数は多い。インディアンをカトリックに改宗させるためにサンアントニオに建設されたスペインの伝道所は改修され、現在では国定歴史史跡になっている。
テキサスの風景はスペインの政策の結果として変えられた。1690年代には既に、スペイン人が牛、馬およびラバなどヨーロッパの家畜を植民地中に跨る遠征に連れて行くことで普及させた。スペインが1693年にこの領土から撤退した時に迷い込んだり残されたりした家畜の幾らかは、インディアン部族が動物の群れを緩やかに管理し始めることを許した。これらの群れは自然に生えている草を大量に食べ、テキサス海岸低地に生えていたメスキートが内陸まで広がるようになった。導入された家畜は気候の変化にも適応できたが、バッファローは新しい植生の中で食を摂るには難しくなり、その数を減らし始めた。スペインの農夫は土地の耕作と灌漑ももたらし、さらに風景を変えた。スペインの建築概念は、パティオ（テラス）の追加、タイル張りの床と屋根、アーチ型の窓と玄関、彫刻のある木製ドアおよび鍛鉄の格子など、テキサスでも採用された。
テキサスは最終的にイギリス系アメリカの法体系を多く採用したが、スペインの法習慣も多くが残された。その中でも、債権者から特定の個人資産を守るのはスペインのやり方である。テキサス州は1839年に（合衆国加盟の前）アメリカ合衆国では初めて家産差し押さえ免除を採用し、その法律では現在合衆国の中でも最も進んだ州になっている。さらにスペインの法律は、夫と妻双方が結婚後の利益を平等に分け合うべきという考えを主張しており、他の元スペイン植民地と同様に、テキサスは、全ての資産が夫に属するというイギリス型法律を使うよりも夫婦共有財産の考え方を保持している。さらにスペインの法律は、遺言書に明確には挙げられていないそれぞれの行動について、裁判所の許可を得るよう求められていない検認事件に独立した遺言執行人が指名されることを認めている。テキサス州はこの考え方を保持し、それは最終的にアリゾナ州、ワシントン州およびアイダホ州にも広がった。その他の法的事項では、スペインの採択の原則を守っており、採択を認めた初めてのアメリカ合衆国の州になっている。